# Gregorio de Ferrari
Gregorio de Ferrari (Impéria, 12 de abril de 1647 – janeiro de 1726) foi um pintor italiano ativo no período barroco da escola genovesa.  Ele foi um aprendiz de Giovanni Andrea de Ferrari e Giovanni Battista Casone e ajudou Fiasella a compor o altar de Santa Clara expulsando os Sarracenos (1667) para a igreja de Montoggio.
Ele viajou para Parma (1669-1673), onde trabalhou em afrescos com a técnica de Quadratura. Por último, se juntou ao seu padrasto, Domenico Piola, num prolífico estúdio conhecido como Casa Piola. Ambos foram ativos na decoração da Basilica della Santissima Annunziata del Vastato. Eles trabalharam em estilos que misturam Cortona, Correggio e Castiglione. Sua obra Morte de Santa Scolastica em San Stefano é considerada sua principal obra.